# 雄济耶
雄济耶（法語：Scionzier，法語發音：[sjɔ̃zje]）是法国上萨瓦省的一个市镇，位于该省中部偏东，克吕斯市区西南，属于博讷维尔区。

## 地理
雄济耶（46°3'26"N, 6°33'0"E）面积10.62 平方千米，位于法国奥弗涅-罗讷-阿尔卑斯大区上萨瓦省，该省份为法国东部省份，历史上为薩伏依的一部分，北与瑞士接壤，西接安省，南至萨瓦省，东与瑞士和意大利接壤。
与雄济耶接壤的市镇（或旧市镇、城区）包括：克吕斯、马尔纳、南锡叙克吕斯、勒勒波苏瓦尔、蒂耶。
雄济耶的时区为UTC+01:00、UTC+02:00（夏令时）。

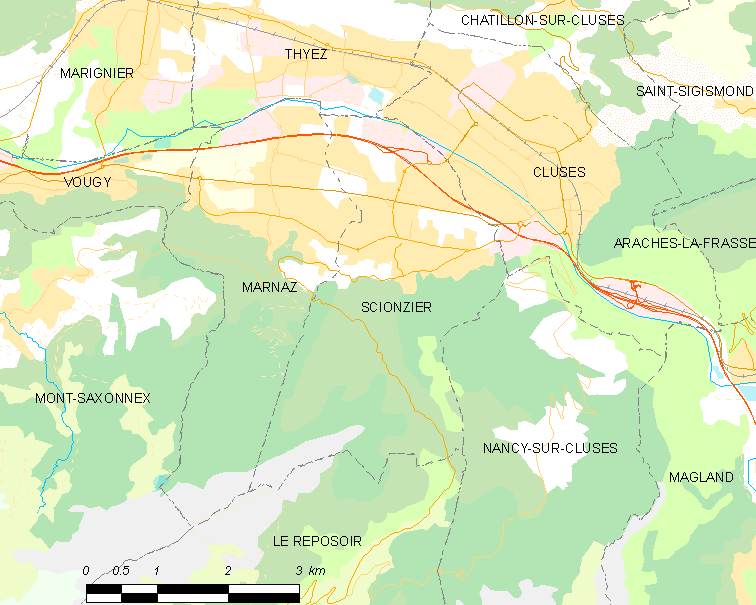
雄济耶的OSM定位图

## 行政
雄济耶的邮政编码为74950，INSEE市镇编码为74264。

## 政治
雄济耶所属的省级选区为克吕斯县。

## 交通
法国国家A40号高速公路经过境内并设有出入口。

## 人口

1962-2008年间雄济耶人口变化图示

雄济耶于2022年1月1日时的人口数量为9074人。